# Eddi Arent

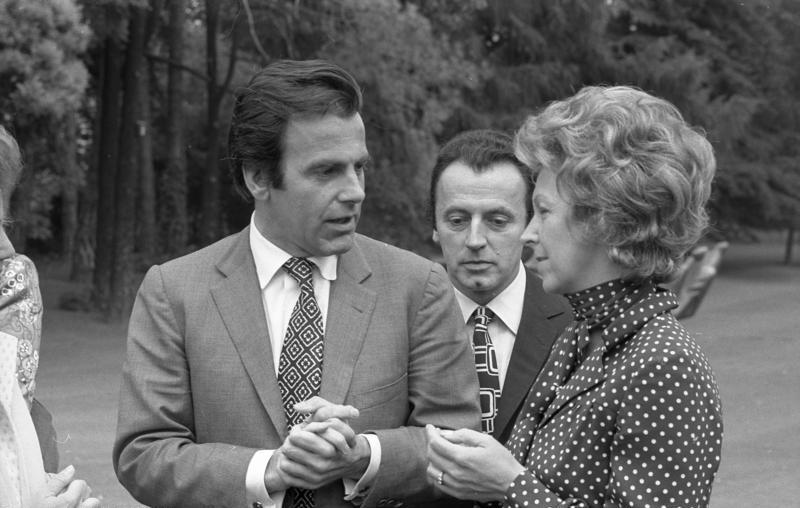
v.l.n.r. Maximilian Schell, Eddi Arent en Rut Brandt, 1971

Eddi Arent geboren als Gebhardt Georg Arendt (Danzig-Langfuhr, 5 mei 1925 - München, 28 mei 2013) was een Duitse acteur en komiek.

## Carrière
Eddi Arent werd in 1925 als zoon van een directeur van het waterleidingsbedrijf in Danzig geboren, in hetzelfde huis waarin in 1930 de acteur Wolfgang Völz ter wereld kwam. Beiden waren bij wijlen samen in films te zien. Na de Tweede Wereldoorlog begon Arent als cabaretièr. Hij werkte mee in Jürgen Henckells literaire cabaret Der Widerspiegel. Hij werkte ook kortstondig samen met Werner Finck in zijn cabaret Mausefalle in Stuttgart en was medewerker van de Zwiebel in München. Zijn eerste grote filmrol had hij in Der Arzt von Stalingrad (1958). Hij voelde zich niet geroepen tot het theater. Echter in 1979 kreeg hij een gastrol in de komedie Der milde Theodor bij het Keulse Millowitsch-Theater.
Arent kreeg vooral bekendheid door rollen als butler, politiefotograaf en politie-assistent in meerdere Edgar Wallace-verfilmingen, maar ook vier keer als booswicht, waaronder in Das Geheimnis der weißen Nonne (1966) en Der unheimliche Mönch. Hij werd ook populair door zijn rollen in drie Karl May-films, waaronder Der Schatz im Silbersee (1962), Winnetou deel 2 (1964) en in Winnetou und Shatterhand im Tal der Toten (1968), waarin hij de avontuurlijke Engelse Lord Castlepool speelde.
Hij kreeg meerdere aanbiedingen voor krimi's, komedie en schlagerfilms. Zijn intensieve filmwerk eindigde aan het einde van de jaren 1970. Regisseur Hans-Jürgen Tögel gaf hem de rol van een listige bedrieger in de tv-krimikomedie Räuber und Gendarm (1978). Ondanks goede kritieken werd het iets rustiger rond zijn persoon. Met de sketch-serie Es ist angerichtet van en met Felix Dvorak, bereikte hij in 1982 weer een groot publiek. Aan de zijde van Harald Juhnke met de sketch-tv-serie Harald und Eddi vierde hij aan het eind van de jaren 1980 zijn laatste grote successen. De Edgar Wallace-verfilmingen, die in 1996 en 2002 door de tv-zenders RTL en Super RTL werden uitgezonden, konden niet evenaren aan de populariteit van zijn bioscoopfilms.

## Onderscheidingen
Voor zijn medewerking aan de Karl May-cyclus werd Arent onderscheiden met de Scharlih (1997) tijdens het jaarlijkse Karl May-feest.

## Privéleven en overlijden
Samen met zijn echtgenote Franziska Ganslmeier, een hotelvakvrouw, nam hij in 1993 het in 1899 gebouwde traditiehotel Neustädter Hof in Titisee-Neustadt over, waar hij telkens weer krimifans en collega's uitnodigde. Het hotel vroeg in 2004 het faillissement aan, waarna het in 2005 definitief werd gesloten. Tijdens deze periode verviel Arent in een depressie, die werd versterkt door de media met berichten over zijn financiële situatie. Arent woonde tot aan de dood van zijn echtgenote in 2011 in een seniorenresidentie in Waldmünchen en later bij zijn zoon in München. Hij leed aan dementie en overleed op 28 mei 2013 in de leeftijd van 88 jaar. Zijn laatste rustplaats bevindt zich op het gemeentekerkhof in Hochmutting, een stadsdeel van Oberschleißheim.

## Filmografie

### Bioscoopfilms
- 1954: Bei Dir war es immer so schön
- 1956: Der Mustergatte
- 1958: Der Arzt von Stalingrad
- 1958: Das haut einen Seemann doch nicht um
- 1958: Der Sündenbock von Spatzenhausen
- 1958: Kleine Leute mal ganz groß
- 1959: Mikosch im Geheimdienst
- 1959: Paprika
- 1959: Der Frosch mit der Maske
- 1959: Ein Sommer, den man nie vergisst
- 1960: Der rote Kreis
- 1960: Schlagerparade 1960
- 1960: Die Bande des Schreckens
- 1960: Gustav Adolfs Page
- 1961: Der grüne Bogenschütze
- 1961: Schlagerparade 1961
- 1961: Die toten Augen von London
- 1961: Der Fälscher von London
- 1961: Die Hazy-Osterwald-Story
- 1961: Die seltsame Gräfin
- 1961: So liebt und küßt man in Tirol
- 1962: Das Rätsel der roten Orchidee
- 1962: Die Tür mit den 7 Schlössern
- 1962: Wenn die Musik spielt am Wörthersee
- 1962: Das Gasthaus an der Themse
- 1962: Der Schatz im Silbersee
- 1963: Der Fluch der gelben Schlange
- 1963: Der Zinker
- 1963: Der schwarze Abt
- 1963: Das indische Tuch
- 1963: Das Geheimnis der schwarzen Witwe
- 1964: Zimmer 13
- 1964: Die Gruft mit dem Rätselschloss
- 1964: Der Hexer
- 1964: Winnetou – 2e deel
- 1964: Das Verrätertor
- 1965: Neues vom Hexer
- 1965: Der unheimliche Mönch
- 1966: Die Liebesquelle
- 1966: Das Rätsel des silbernen Dreieck
- 1966: Der Bucklige von Soho
- 1966: Maigret und sein größter Fall
- 1966: Das Geheimnis der weißen Nonne
- 1967: Mister Dynamit – Morgen küßt Euch der Tod
- 1967: Feuer frei auf Frankie
- 1968: Inspektor Blomfields Fall Nr. 1 – Ich spreng euch alle in die Luft
- 1968: Winnetou und Shatterhand im Tal der Toten
- 1969: Das Go-Go-Girl vom Blow-Up
- 1969: Hilfe, ich liebe Zwillinge!
- 1970: Das gelbe Haus am Pinnasberg
- 1970: Hurra, unsere Eltern sind nicht da
- 1970: Wenn du bei mir bist
- 1970: Nachbarn sind zum Ärgern da
- 1971: Wer zuletzt lacht, lacht am besten
- 1971: Hilfe, die Verwandten kommen
- 1971: Die Kompanie der Knallköppe
- 1972: Kinderarzt Dr. Fröhlich
- 1972: Immer Ärger mit Hochwürden
- 1972: Grün ist die Heide
- 1973: Blau blüht der Enzian
- 1973: Alter Kahn und junge Liebe
- 1973: Das Wandern ist Herrn Müllers Lust
- 1973: Unsere Tante ist das Letzte
- 1975: Opération Lady Marlène
- 1975: Der Geheimnisträger
- 1978: Lady Dracula
- 1979: Himmel, Scheich und Wolkenbruch
- 1980: Keiner hat das Pferd geküsst
- 1990: Eine Frau namens Harry
- 1995: Mutters Courage
- 2000: Manila

### Televisie
- 1960: Stahlnetz: Verbrannte Spuren
- 1974: Käpt’n Senkstakes Abenteuer: Das Spukschloß von Baskermore
- 1977: Fragen Sie Frau Erika
- 1978: Mein lieber Mann
- 1978: Räuber und Gendarm
- 1979: Der müde Theodor
- 1980: Hollywood, ich komme
- 1981: Der kühne Schwimmer
- 1982–1986: Es ist angerichtet
- 1983: Kottan ermittelt (tv-serie, afleveringen 6x02–6x03)
- 1983: Mary und Gordy auf dem Lande
- 1987–1989: Harald und Eddi (tv-serie)
- 1987: Vicky und Nicky
- 1987: Höchste Eisenbahn
- 1987: Mrs. Harris fährt nach Moskau
- 1989: Hessische Geschichten (tv-serie, aflevering 1x10)
- 1989: Keine Gondel für die Leiche
- 1990–1991: Ein Schloß am Wörthersee (tv-serie, afleveringen 1x05, 2x07)
- 1991: Ein seltsames Paar
- 1993: Glückliche Reise (tv-serie, aflevering 3x01)
- 1993: Ein Bayer auf Rügen (tv-serie)
- 1993: Happy Holiday (tv-serie, 1x05)
- 1996: Salto Postale (tv-serie, aflevering 4x02)
- 1996: Edgar Wallace: Die Katze von Kensington
- 1996: Edgar Wallace: Das Karussell des Todes
- 1996: Edgar Wallace: Der Blinde
- 1997: Heimatgeschichten (tv-serie, 1 aflevering)
- 1999: Dr. Stefan Frank – Der Arzt, dem die Frauen vertrauen (aflevering 5x14)
- 1999: Evelyn Hamanns Geschichten aus dem Leben – Damenwahl
- 2000: Das Traumschiff – Olympia 2000
- 2002: Edgar Wallace: Das Schloss des Grauens
- 2002: Edgar Wallace: Die unheimlichen Briefe
- 2002: Edgar Wallace: Die vier Gerechten
- 2002: Edgar Wallace: Das Haus der toten Augen
- 2002: Edgar Wallace: Whiteface

### Theateropnamen
- 1979: Der müde Theodor
- 1980: Das Schloßgespenst
- 1981: Der kühne Schwimmer
- 1982: Ehrenbürger

- Bibliothèque nationale de France: cb16752408k (data)
- Gemeinsame Normdatei: 1012786536
- International Standard Name Identifier: 0000 0001 2032 5097
- Library of Congress Control Number: no2010040959
- Virtual International Authority File: 108051385
- WorldCat: E39PBJwhvhhdGfWD8xKMTCXDbd